# Cinco Acordos de Força de Defesa

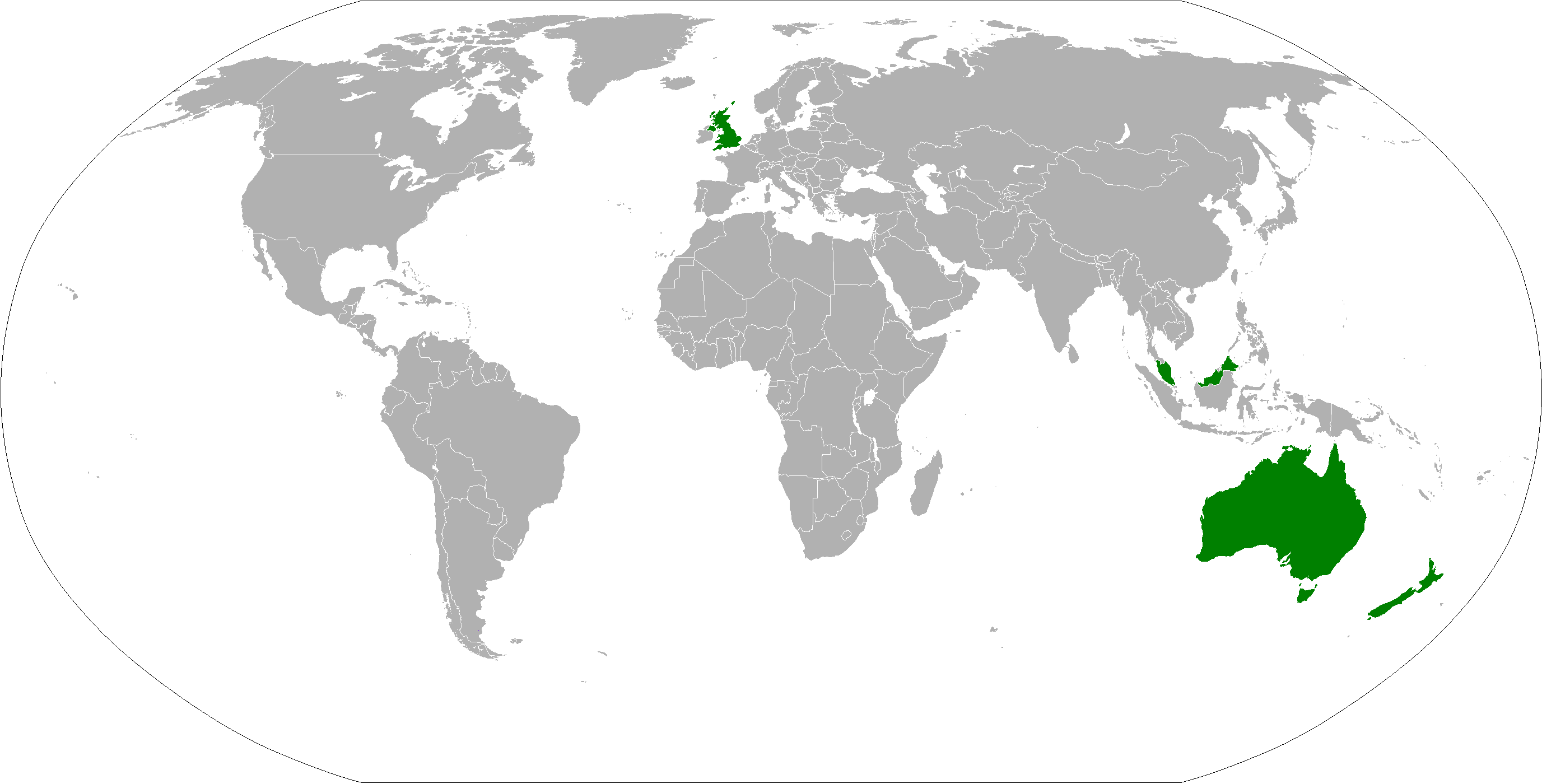
Five Power Defence Arrangements member nations

Os Five Power Defence Arrangements (FPDA) (em português:  Cinco Acordos de Força de Defesa) são uma série de relações de defesa estabelecidas por acordos bilaterais entre o Reino Unido, Austrália, Nova Zelândia, Malásia e Singapura, assinado em 1971, segundo a qual os cinco estados vão consultar-se mutuamente em caso de agressão externa ou ameaça de ataque contra a Malásia ou Singapura.
Em 1981, as cinco potências organizaram os primeiros exercícios navais e de terrestres anuais. Desde 1997, os exercícios navais e aéreos são combinados. 